# Mecistocephalus mirandus
Mecistocephalus mirandus är en mångfotingart som beskrevs av Pocock 1895. Mecistocephalus mirandus ingår i släktet Mecistocephalus och familjen storhuvudjordkrypare.
Artens utbredningsområde är Taiwan. Inga underarter finns listade i Catalogue of Life.